# 超教義的ナチズム

「黒い太陽」の紋章は、ヒュペルボレア人の天上の故郷と彼らの不可視のエネルギー源を表している。

超教義的ナチズム(ちょうきょうぎてきナチズム、Esoteric Neo-Nazism)、秘教的ナチズムあるいはエソテリック・ネオナチズム（エソナチ）とは、ナチ党のイデオロギーと神秘主義、オカルト及び西洋における秘教の伝統を融合させたものである。この信仰体系は、第二次世界大戦後に台頭した。信奉者たちは第三帝国の思想を新たな宗教運動の文脈で再解釈し、適応させようとした。エソナチは、アーリア人至上主義の神話的・霊性的な側面を強調し、神智学、アーリオソフィー、グノーシス的二元論など、様々な源泉から影響を受けている。これらの信念は、霊性的啓発を装いながら人種差別や優越主義的イデオロギーを正当化・維持しようとする、複雑でしばしば矛盾した思想体系へと発展している。
エソナチの起源は、20世紀初頭のオカルト運動と、人種理論を神秘主義と結びつけようとした人物たちにまで遡ることができる。グイド・フォン・リストやアドルフ・ヨーゼフ・ランツ（イェルク・ランツ・フォン・リーベンフェルス）などの重要な人物たちは、この発展に大きな役割を果たし、後にナチズムの秘教的基盤となる思想の基礎を築いた。これらの初期の秘教主義者たちは、神聖な特質を持つ古代アーリア人種の存在を提唱し、その人種が他の人種を支配する運命にあると信じていた。このアーリア人至上主義の概念は、ナチス運動初期に大きな影響を与えたオカルト団体、トゥーレ協会によってさらに発展させられた。トゥーレ協会は、ナショナリズムと神秘的信念を融合させ、アーリア人の神話的な故郷「ヒュペルボレア」を信仰の中心に据えた。
第三帝国の崩壊後、エソナチは新たな文脈に適応し進化していき、サヴィトリ・デヴィやミゲル・セラーノといった人物が、現在超教義的ヒトラー主義（秘教的ヒトラー主義、エソテリック・ヒトラー主義）として知られる思想の主要な支持者となった。これらの戦後の秘教主義者たちは、ヒトラーを救世主的な存在として捉え、しばしば神格化し、彼を神的な力の化身として崇めた。例えば、サヴィトリ・デヴィは、ナチズムのイデオロギーをヒンドゥー教と統合し、ヒトラーをヴィシュヌの第9の化身と見なし、アーリア人至上主義を宇宙的秩序のヒンドゥー教的概念と結びつけた。同様に、ミゲル・セラーノは、超教義的ヒトラー主義に宇宙的要素を導入し、アーリア人種がヒュペルボレアの神的存在と関連する神聖な起源を持つと主張した。
エソナチは、戦後においても様々なネオナチや極右のグループに影響を与え続け、他の秘教的伝統やオカルト的伝統としばしば融合している。「集合的アーリア無意識」という概念は、カール・ユングの理論から影響を受け、隠された秘教的な力を象徴する「黒い太陽」のシンボルと共に、これらの信念の中心に位置している。これらの思想は、文学、音楽、デジタルメディアなどを通じて伝播され、現代文化においてエソナチの存続に貢献している。エソナチは周縁的な存在でありながらも、一部の過激主義者たちの間では依然として強力な影響力を持ち、神秘的な啓発として人種的およびイデオロギー的な優越性を正当化する手段として機能している。

## 歴史的背景
エソナチの起源は、20世紀初頭の複数の運動や人物にあり、彼らは神秘主義、人種理論、ナショナリズムを融合させようとした。グイド・フォン・リストとイェルク・ランツ・フォン・リーベンフェルスは、この発展において重要な役割を果たした。リストは、フェルキッシュ運動の著名な人物であり、ゲルマンの異教と人種理論を組み合わせたアーリオソフィーを創設した。ランツ・フォン・リーベンフェルスは、自身の出版物『オスタラ』を通じてこれらの考えを拡張し、オカルトや神秘主義を通じてアーリア人の優越性や反ユダヤ主義的な見解を広めた。
1918年に設立されたトゥーレ協会は、ナチズムのイデオロギー形成において重要な役割を果たした。このオカルト団体は、アーリア人の神話的な故郷「トゥーレ」の存在を信じており、その反ユダヤ主義的かつナショナリズム的な思想は、後にナチスの指導者となる多くの人物に影響を与えた。彼らは、オカルト、神話、政治イデオロギーを融合させ、エソナチの基盤を形成した。
親衛隊の指導者であるハインリヒ・ヒムラーは、ナチズムのイデオロギーに深く神秘主義を組み込んでおり、親衛隊を霊性的な騎士団とみなしていた。彼はヴェーヴェルスブルク城に親衛隊のイデオロギー的な拠点を設置し、そこで様々な秘教的・オカルト的な儀式が行われた。ヒムラーは、聖杯やアーサー王伝説に強い興味を持ち、親衛隊に高次の霊性的な使命感を与えようとした。リストとリーベンフェルスによって発展したアーリオソフィーは、ナチスの人種イデオロギーに大きな影響を与えた。神智学、ゲルマン神話、人種理論を組み合わせたアーリオソフィーは、アーリア人が神聖な古代人種の子孫であると主張し、これをナチスは人種的純潔と反ユダヤ主義的政策の正当化に利用した。
神話的、神秘的な信念は、ナチスのイデオロギーにおいて不可欠な要素であった。神話的な北方のアーリア人の故郷「ヒュペルボレア」の概念は、ヒュペルボレア人がかつて地球を支配した神的存在であることを示唆していた。ナチスは、秘教的な意味を持ついくつかのシンボルを採用した。スワスティカ（卍）は、様々な文化で見られる古代のシンボルであり、ナチス党の象徴としてアーリア人のアイデンティティと宇宙的秩序を表した。他にも「黒い太陽」のようなシンボルは、アーリア人の秘教的な力や知識を象徴していた。

## 戦後の歴史と著名な代表者

### サヴィトリ・デヴィ
ギリシャの作家サヴィトリ・デヴィは、戦後最初の主要なエソテリック・ヒトラー主義（秘教的ヒトラー主義）の支持者であった。このイデオロギーによれば、第三帝国の崩壊とヒトラーの自殺後、ヒトラー自身を神格化することができるとされている。デヴィは、ヒトラーのアーリア主義的イデオロギーをインド独立運動の汎ヒンドゥー主義の思想と結びつけ、スバス・チャンドラ・ボースのような活動家との関連を見出していた。彼女にとって、スワスティカ（卍）は特に重要なシンボルであり、それはヒンドゥー教徒とドイツ人のアーリア人の統一を象徴すると考えていた。
サヴィトリ・デヴィは、何よりもインドのカースト制度に関心を寄せていた。彼女は、この制度を異なる人種を分離し、肌の色が白いアーリア人の純血を維持するための人種法の原型とみなしていた。デヴィは、6千年以上にわたり、多様なインドの人種の中で少数派であるバラモンが存続していることを、アーリア人のカースト制度の価値を証明する実例だと捉えていた。

サヴィトリ・デヴィは、ナチズムをヒンドゥー教の歴史の周期的な枠組みの中に統合して考えた。彼女はヒトラーをヴィシュヌ神の第九のアヴァターラ（化身）と見なし、「我々の時代の神のような個人、時に逆らう者、全時代の中で最も偉大なヨーロッパ人」と称した。彼は、アーリア人をより完全で古代の時代に戻す理想的なビジョンを持ち、また「時の中で」破壊的な力と戦う実践的な手段も備えていると考えた。彼女は、ヒトラーの敗北を、彼が「寛大すぎ、信頼しすぎ、善良すぎた」こと、つまり「太陽的な性質が強すぎ、稲妻的な実践的冷酷さが足りなかった」ことによるものだと見なしていた。その反対に、彼女の予言する次の化身「カルキ」は、前例のない冷酷さで行動するとしている。
「カルキは前例のない冷酷さで行動するだろう。アドルフ・ヒトラーとは異なり、彼は神聖な目的の敵を一人残らず抹殺するだろう。公然の反対者だけでなく、ぬるま湯につかる者、日和見主義者、イデオロギー的に異端な者、人種的に混血した者、不健全な者、ためらう者、過度に人間的な者—それら堕落した時代の烙印を体や性格や霊性に持つ者の一人たりとも見逃すことはないだろう」

### ロベール・シャルー
ほとんどの古代宇宙飛行士説の著者とは異なり、ロベール・シャルーは人種主義に強い関心を持っていた。シャルーによれば、ヒュペルボレアはアイスランドとグリーンランドの間に位置し、金髪で青い目を持つ北欧の白人種が住んでいたという。シャルーは、この人種が地球外の起源を持ち、太陽から遠く離れた冷たい惑星からやって来たと主張した。また、シャルーは、ヒュペルボレア人の白人種とその子孫であるケルト人が古代において全世界を支配していたとも述べている。シャルーのこれらの主張の一部は、ミゲル・セラーノのような人物によるエソナチの信念に影響を与えている。

### ミゲル・セラーノ
ミゲル・セラーノは、元チリの外交官であり、エソナチにおける重要な人物である。『黄金のリボン：秘教的ヒトラー主義』（1978年）や『アドルフ・ヒトラー、最後のアバター』（1984年）などの著書を持ち、セラーノは「アーリア人の血」を地球外の起源に由来すると見なす多くのナチズム秘教主義者の一人である。
セラーノは、創世記に登場するネフィリム（堕天使）に人類の地球外起源の神話的証拠を見出している。彼は、クロマニョン人の突然の出現と、その芸術的・文化的な高度な業績が、神々に由来する人種の一つが現れたことを示していると主張している。これに対し、ネアンデルタール人は「デミウルゴス」の創造した低劣な存在であり、忌むべきものであったとする。地球上のすべての人種の中で、アーリア人だけが高貴な血統において神々の祖先の記憶を保持しており、その血には今なお「黒い太陽」の光が混じっているとセラーノは述べている。他のすべての人種は、デミウルゴスが創造した獣人の子孫であり、地球に固有の存在であるとされている。
セラーノは、アーリア人に神の祖先を割り当てるさまざまな神話、さらにはアステカ神話におけるケツァルコアトルが金星から降臨したという伝説を根拠にこの考えを支持している。また、セラーノはインド・アーリア人の北極起源説を提唱したバール・ガンガーダル・ティラクの仮説を引用し、アーリア人の移動の地上の中心を「失われた」北極大陸ヒュペルボレアと同定している。したがって、セラーノにおける地球外の神々はヒュペルボレア人としても同定される。
地球上の人種の霊性進化を促そうと試みる中で、ヒュペルボレアの「ディヴィヤス」（サンスクリット語で「神人」を意味する）は悲劇的な挫折を経験した。『エノク書』に基づく物語を拡張して、セラーノは、一部の神々が地上人との異種間混血を行い、その結果として彼らの恩恵を受けた人々の光を宿す血統が希釈され、地球上の神的認識のレベルが低下したことを嘆いている。

ヒュペルボレアという概念は、セラーノにとって人種的および神秘的な意味を持っている。彼は、ヒトラーが南極大陸の地下にある（かつて北極およびチベットにあった）地下拠点シャンバラにおり、そこでヒュペルボレアの神々と接触していたと信じている。そして、ヒトラーはいつの日かUFOの艦隊を率いて現れ、光の勢力（時に「ヴリル」とも関連付けられるヒュペルボレア人）を闇の勢力（セラーノにとっては必然的にアブラハム宗教を信仰する者たちを含む）に対抗させ、最後の戦いを起こし、第四帝国の始まりを告げるという。
セラーノは、旧約聖書の神であるヤハウェを邪悪なデミウルゴス（偽造主）として同定することで、カタリ派グノーシス主義の伝統を踏襲している。中世の二元論者であった11世紀のこの異端者たちは、ヤハウェを偽りの神、すなわち真の神に対抗する単なる創造者と見なして拒絶した。このグノーシス主義の教義は、ユダヤ人にとって危険な含意を持つことは明白である。ヤハウェがユダヤ人の部族神である以上、彼らは悪魔崇拝者だという論理が成立する。カタリ派の異端において、ユダヤ人をサタンの子供として描くことによって、反ユダヤ主義が広大な宇宙論に裏付けられた神学的教義の地位にまで高められる。もしヒュペルボレアのアーリア人が、セラーノの黒い太陽からのディヴィヤスの血統を引き継ぐ原型であるならば、闇の主の原型に対応する人種が必要だった。デミウルゴスはその原型に最も適した代理をユダヤ人に見出した。
宗教学者のフレデリック・C・グラントとハイアム・マコビーが強調するように、二元論的グノーシス主義者の観点では「ユダヤ人はデミウルゴスの特別な人々と見なされ、高位の神の使者たちの救済活動を妨げる歴史的な役割を果たしていると考えられていた」。したがって、セラーノはヒトラーをこの高位の神の最も偉大な使者の一人と見なし、ユダヤ化した大衆によって拒絶され、十字架にかけられた過去の革命的な光をもたらす者たちと同様に捉えていた。セラーノのイデオロギーにおいて、特に親衛隊は特別な位置を占めており、彼らはアーリア人の神人種を再創造するための探求において道徳を超越しており、そのために正当化されると考えた。

### デイヴィッド・マイアット
1980年代から1990年代にかけて、デイヴィッド・マイアットはナチズムの解釈、もしくは修正主義的バージョンを展開した。この解釈は、サヴィトリ・デヴィが提唱した「超越する者」「抗する者」「時に沿う者」という三原則に基づいているが、古代神話や地球外生命体に関連するものではなかった。
代わりに、マイアットは「国家社会主義運動のオカルト派と最も関連づけられる人物」として描写されており、彼のパンフレット『国家社会主義の意味』『国家社会主義の啓蒙』『国家社会主義の宗教』では、ナチズムの「霊的側面」に焦点を当てたとされる。ジェフリー・カプランは、マイアットがナチズムを「明確に宗教として」説明し、アドルフ・ヒトラーを「人類の救済者として無遠慮に扱っている」と述べている。

## 概念とテーマ

### 集合的アーリア無意識
「集合的アーリア無意識」の概念は、エソナチにおいて中心的な役割を果たす。この考え方は、カール・ユングの集合的無意識の理論に依拠しているが、エソナチ思想においては、これが特にアーリア人種と結びつけられている。アーリア人は、共有された人種的記憶や霊性的遺産を持っていると信じられ、これが彼らを神聖な起源や古代のヒュペルボレアの故郷とつなげているとされる。この集合的な記憶は、アーリア人の霊性的かつ人種的な使命を導くものと考えられ、他の霊性的に劣った人種とアーリア人を分かつ点だと考えられている。
ニコラス・グッドリック＝クラークの著書『黒い太陽』において、カール・グスタフ・ユングが集合的アーリア無意識のアーキタイプにヒトラーが取り憑かれており、彼が内なる声の命令に従わざるを得なかったと述べたことが報告されている。1936年から1939年にかけての一連のインタビューで、ユングはヒトラーを「アーキタイプ」と特徴づけ、しばしば彼自身の人格を完全に排除していると表現した。「『ヒトラーは霊性的な器であり、半神であり、さらに言えば神話そのものである。ベニート・ムッソリーニはただの人間だ』... 彼は剣の美徳を教えるドイツのメシアである。『彼が聞く声は彼の人種の集合的無意識の声だ』」と述べた。
ユングがヒトラーを集合的アーリア無意識の具現化とみなしたことは、ミゲル・セラーノに深い影響を与えた。後にセラーノは、ユングの解釈は単なる心理学的説明にすぎず、実際には神々による古代の神秘的な「アーキタイプ的憑依」、すなわちそれぞれの人種を支配し、時折そのメンバーに憑依する独立した形而上学的な力の現れであると結論づけた。

### ヒュペルボレアとアーリア人の起源
ヒュペルボレアは、北極地域と関連づけられる神話上の地であり、エソナチ思想においてはアーリア人種の祖先の故郷として崇められている。この信念によれば、ヒュペルボレアは元々アーリア人の神々、あるいは神的存在が住んでいた楽園であり、彼らは後に追放されるか、地上に降りてきたとされる。このヒュペルボレアの概念は、アーリア人が外部の影響によって堕落する前に、宇宙の法則に調和して生きていた「失われた黄金時代」と結びついている。この神話的な物語は、アーリア人が古代の神話的起源に結びついた、神聖な運命を持つ優れた人種であるというエソナチの見解を支えるものである。
1945年以降、ネオナチの作家たちは、アーリア人の故郷としてシャンバラやアルデバラン星を提唱してきた。ヒュプネロトマキア・ポリフィリ学者のジョスリン・ゴドウィンの著書『アークトス: 科学、象徴主義、ナチズムの生存における極地神話』は、ナチスの生存要素が南極に残っているという疑似科学的理論について論じている。『アークトス』は学術的アプローチが特徴であり、他の英語訳で利用できない多くの資料を検討しているとされている。

### グノーシス主義的二元論とデミウルゴス
エソナチは、グノーシス主義的二元論の要素を取り入れており、特に光と闇の勢力の間における宇宙的な闘争の信念が重要である。この世界観において、物質世界は悪意あるデミウルゴス（しばしばユダヤ・キリスト教の神と同一視される）によって創造されたものであり、デミウルゴスは人類を奴隷にしようとする存在であるとされる。それに対して、アーリア人は神聖な光の子供として見なされ、デミウルゴスやその地上的な代理人（通常、ユダヤ人や非アーリア人と同一視される）に立ち向かう運命を持つ。この二元的な信念体系は、エソナチにおける人種的・霊性的な階層構造を強化しており、アーリア人が世界の正当な支配者であり、闇の勢力に対する最終決戦を導く運命にあるとされる。

### 黒い太陽と地球外起源説
黒い太陽はエソナチにおいて重要なシンボルであり、アーリア人種を導くと信じられている隠された神秘的な力を表している。黒い太陽はしばしば神秘的な内なる太陽として描かれ、アーリア人の霊性的な力の源および彼らの人種的使命を支える宇宙的な力を象徴している。この概念は、エソナチにおける様々な地球外起源説と密接に関連しており、アーリア人種は神聖または宇宙的な起源を持つという主張がなされている。ミゲル・セラーノのような人物は、アーリア人が古代の宇宙人種の子孫であり、かつてはヒュペルボレアを支配し、再び人類を新たな黄金時代へ導くために戻ってきたと主張している。これらの信念は、オカルト的な象徴と偽歴史的・神話的な物語を結びつけ、アーリア人の優越性に対する神秘的な基盤を形成している。
ゴッドウィンやニコラス・グッドリック＝クラークのような著者たちは、エソナチとヴリル・エネルギー、隠されたシャンバラやアガルタ文明、地下UFO基地との関係について議論しており、ヒトラーや親衛隊が南極のノイシュヴァーベンラントや地下世界のヒュペルボレア人と同盟を結んで生き延びたという説も存在する。

## 共通の信念
エソナチは、神秘主義、人種主義、オカルト思想を結びつけた信念体系を基盤として構築されている。これらの信念は、この伝統の中心的な教義を形成しており、他の秘教運動と区別され、ナチズムの思想と密接に結びついている。

### 人種的純粋性と神秘的遺産
エソナチの核心には、アーリア人種の人種的純粋性と優越性に対する信念がある。このイデオロギーの信奉者は、アーリア人を神聖または神秘的な血統の子孫と見なし、彼らは他の人種と区別される独自の霊性的および人種的特質を持っていると考えている。この人種的純粋性の信念は、単に身体的な属性としてだけでなく、霊性的な属性としても捉えられ、血統の純粋さは高次の神秘的知識にアクセスし、神聖な力と繋がる能力と関連付けられている。「霊性的貴族制」という概念がしばしば強調され、アーリア人種は人類を導く運命を持つ選ばれた人々とされる。
エソナチにおける人種的純粋性の概念は、しばしば理想化された過去に関連付けられる。そこでアーリア人は外部からの影響によって腐敗する前、宇宙の法則と調和して生活していたとされる。この人種的純粋性を維持することは、アーリア人種が地上で神聖な使命を果たすために不可欠と見なされている。

### 霊性ヒエラルキー
エソナチは、異なる人種や存在が異なるレベルの霊性進化度合いを占める霊性ヒエラルキーの概念を取り入れている。アーリア人はこのヒエラルキーの最上位に置かれ、宇宙を支配する神聖または宇宙的な力に近いと信じられている。この霊性ヒエラルキーは、エソナチに内在する優越主義的イデオロギーを正当化し、アーリア人が他の人種を支配する神聖な権利を持つと主張している。他の人種は霊性的に劣るか堕落していると見なされている。
この枠組みの中で、エソナチの指導者や入門者は、隠された知識と霊性的な力の守護者として自らを位置づけている。この宇宙秩序に対する信念は、エソナチのヒエラルキー的かつ権威主義的な性質を強化しており、この知識にアクセスし、それを行使するのにふさわしいと見なされるのは選ばれた者のみであるとする。

### 秘教的知識
エソナチの中心的な信念は、アーリア人種の霊性的および人種的な潜在能力を解き放つ鍵と見なされる秘教的知識の追求と保存である。この知識は隠されたものであり、オカルト的なものであり、人種的に純粋で霊性的に進んだ者だけがアクセスできると信じられている。エソナチの信奉者は、この知識が秘密結社や古代からそれを保存してきた秘教的伝統を通じて受け継がれてきたと主張することが多い。
この秘教的知識の内容は様々であるが、アーリア人種の起源、宇宙の本質、霊性的および人種的純粋性を支配する法則に関する教えを含むことが多い。この知識は、アーリア人種が世界の霊性的かつ時代的な指導者としての正当な地位を取り戻し、新たな黄金時代をもたらす能力を持つことを可能にすると見なされている。

### 従来の道徳からの脱却
エソナチは、従来の道徳からの脱却を推奨している。道徳は劣等人種やデミウルゴスの抑圧的な力の構造と見なされている。その代わりに、アーリア人種の神聖な使命と一致する行動規範を促進している。これには、アーリア人種とその霊性的目標を保護し、前進させるために必要とされる暴力、支配、その他の行動の正当化が含まれる。
この信念体系は、「力が正義を生む」という形のイデオロギーを促進しており、行動は従来の倫理基準ではなく、エソナチの目標を達成する上での有効性によって判断される。この従来の道徳からの脱却は、運動に関連する過激でしばしば暴力的な行動を正当化するために用いられている。

## ネオペイガニズムとの関係

### ネオペイガニズムとの違い
エソナチは、アーリア人種の優越性と純粋性に対する信念に基づいており、アーリア人種の支配を促進する人種的教義を取り入れている。このイデオロギーは、古代の神話やシンボルを歪めて人種的なアジェンダを支持する。対照的に、主流のネオペイガニズムは人種的排他性を一般に拒否し、代わりに霊性、文化遺産、包摂性に焦点を当てている。多くのネオペイガニズム団体は明示的に人種差別を非難しており、多様性を祝福する包括的なコミュニティの創造を目指している。
エソナチは、その神秘的でオカルト的な信念をファシストおよび極右の政治的アジェンダと絡めている。これは、権威主義的かつ優越主義的な政策の実施を提唱し、ナチズムをオカルトの枠組みを通じて復活させようとする。一方で、多くのネオペイガニズム団体は非政治的であったり、政治的に多様であり、政治的活動よりも霊性的実践やコミュニティ形成を強調している。この政治的方向性の根本的な違いは、エソナチと主流のネオペイガニズムをさらに分ける要因となっている。
エソナチとネオペイガニズムはどちらも古代のシンボルや神話を引き合いに出しているが、これらのシンボルや神話の解釈や応用は大きく異なる。エソナチは、スワスティカ、ルーン文字、黒い太陽といったシンボルを使用して、人種的および神秘的な信念を広める。一方、ネオペイガニストたちは、これらのシンボルを文化的または霊性的な文脈で使用し、エソナチによって課された人種差別的な意味合いを排除している。主流のネオペイガニズムは、これらのシンボルを再生し、その本来の非人種差別的な意味を強調することが多い。

### エソナチの影響を受けた現代の組織
ネオペイガニズムのコミュニティの一部の組織は、エソナチのイデオロギーを取り入れ、彼らの霊性的実践と融合させている。これらのグループは、人種の純粋性を強調し、エソナチと同様の歪められた神話を引き合いに出している。具体例としては、白人至上主義的な信念を唱えるオーディン主義やアーサトゥルの特定の派閥が挙げられる。これらの派閥は、より広範なネオペイガニスト・コミュニティから批判や拒絶に直面することが多い。
エソナチの信念は、ネオペイガニズムの要素をイデオロギーに取り入れるさまざまな極右およびネオナチ団体に影響を与えている。これらのグループは、ネオペイガニズムのシンボルや儀式を使用して、彼らの人種的および政治的アジェンダを支持し、オカルト主義と白人至上主義の目標を融合させたハイブリッドイデオロギーを構築している。信念のこの融合は、神秘的な側面と政治的な側面の両方に惹かれるメンバーを引き付けるのに役立っている。

### ネオペイガニズム・コミュニティの対抗措置
主流のネオペイガニズム組織は、人種差別や白人至上主義を積極的に非難し、エソナチのイデオロギーから距離を置こうとしている。たとえば、アーサトゥル民俗集会などの団体は、人種的排他性を拒絶し、コミュニティ内での包括性を促進するという公の声明を発表している。これらの行動は、ネオペイガニズムの霊性と人種差別的イデオロギーとの間に明確な境界を維持する上で重要である。
多くのネオペイガニズム組織は、伝統のポジティブで包括的なイメージを促進するための教育活動に取り組んでいる。これには、エソナチの人種差別的なニュアンスを排除し、ネオペイガニズムの霊性的および文化的側面を強調するワークショップや公の声明、地域イベントが含まれる。これらの努力は、メンバーや一般の人々にネオペイガニズムの真の性質とその過激派イデオロギーの拒絶について教育することを目的としている。
主流のネオペイガニズム・コミュニティは、文化的および民族的多様性を祝福し、さまざまな伝統や慣習を彼らの霊性的枠組みに統合している。この包括的なアプローチは、エソナチの排他主義的および優越主義的なイデオロギーに直接対抗し、よりオープンで受容的な精神環境を育む。多様性を受け入れることで、これらのコミュニティはエソナチ団体が広める有害なナラティブを解体するために取り組んでいる。

## 学術的視点
エソナチの研究は、特にオカルト主義、政治的過激主義、現代神話の交差点に興味を持つ学者からの注目を集めている。これらの学者は、エソナチの起源、発展、および影響を探求し、そのイデオロギー的基盤と、戦後の文脈でどのように存続し進化してきたかについて批判的な分析を提供している。

### 起源と歴史的文脈
この分野で最も著名な学者の一人であるニコラス・グッドリック＝クラークは、エソナチのルーツを徹底的に研究している。彼の画期的な著作『ナチズムのオカルト的ルーツ』（1985年）は、ナチスのオカルト主義の起源を20世紀初頭のアリオソフィーや他のゲルマン神秘主義の伝統に遡り、それらがグイド・フォン・リストやランツ・フォン・リーベンフェルスのような人物に影響を与えたことを示している。グッドリック＝クラークは、これらの秘教的思想がナチス党のイデオロギー的基盤を形成する上で重要な役割を果たしたと主張し、特にトゥーレ協会の影響を強調している。彼は、これらの思想がナチスのイデオロギーの唯一の原因ではないが、ナチズムのより過激な側面を支え正当化する神秘的で人種的な枠組みを提供したと述べている。
その後の著作『黒い太陽：アーリア・カルト、エソナチとアイデンティティの政治』（2002年）では、グッドリック＝クラークはエソナチの戦後の生存と、さまざまなネオナチや極右団体への影響を探求している。彼は、これらのグループがナチズムの神秘的かつオカルト的な要素を現代の文脈に適応させ、他のエソテリックな伝統や陰謀論、疑似歴史的な物語と混ぜ合わせている様子を論じている。

### 神話とシンボリズム
西洋秘教主義学者であるジョスリン・ゴドウィンも、特に『アークトス：科学、シンボリズム、ナチズムの生存における極地神話』（1996年）を通じて、エソナチの研究に大きく貢献している。ゴドウィンは、エソナチの神話的および象徴的要素を検討し、特にヒュペルボレア、トゥーレ、そして南極でのナチ的要素の存続についてのアイデアに焦点を当てている。彼は、これらの神話がアーリア人種を古代の隠れた文明や超自然的な力と結びつける神秘的な物語を創出するために利用されていることを探求している。
ゴドウィンは、グッドリック＝クラークと共に、エソナチと他の秘教的伝統との関連についても論じている。たとえば、ヴリル・エネルギー、隠れたシャンバラやアガルタ文明、地下のUFO基地に関する信念などが挙げられる。これらの学者は、これらのアイデアがより広範な秘教的な枠組みに統合されている様子を強調し、しばしばそれらの思想が南極の地下基地でのナチスの生存や地下のヒュペルボレア人との同盟に関する陰謀論と融合しているとしている。

### 批判的分析と反証
学者たちは、エソナチに関連する多くの神話について批判的に分析し、反証も行っている。特にグッドリック＝クラークは、ナチスのオカルト主義の歴史的現実と、後の作家やネオナチ団体によってなされた誇張または捏造の主張を明確に区別することに注意を払っている。『黒い太陽』では、彼は「ナチスUFO」神話やそれに関連するさまざまな疑似科学的理論を批判的に検討し、これらのアイデアが歴史的事実にほとんど基づかない現代の発明であると主張している。
ジェフリー・カプランは、彼の著作『ユーロアメリカにおける急進右翼の出現』（1998年）で、エソナチの役割をより広い文脈で探求している。彼は、エソナチのアイデアがさまざまな白人至上主義やネオナチ団体によって共謀され、しばしば人種的および過激派イデオロギーの神秘的な正当化として機能している様子を分析している。カプランの研究は、エソナチの魅力を理解するためのより広い社会政治的文脈を提供し、その信奉者に霊性的および人種的な優越感を与える能力に焦点を当てている。

### 現代の運動への影響
エソナチが現代のオカルトおよび極右運動に与えた影響も、学術的な焦点の一つである。マティアス・ガーデルのような学者は、これらの思想が特にヨーロッパや北アメリカのさまざまなネオペイガニストや白人分離主義団体に浸透している様子を探求している。ガーデルの著作『血の神々：ペイガニズムの復興と白人分離主義』（2003年）は、エソナチの信念が現代のペイガニズム実践にどのように統合されているかを検討しており、しばしば人種的排他性や白人至上主義の霊性的な正当化として機能していることを強調している。彼は、これらの信念が伝統的な手段とデジタル手段の両方を通じて伝達され、現代文化におけるエソナチの持続性に寄与している様子を示している。

## ポピュラー文化における影響

### 音楽
近年、ネオファシズムとサタニズムを融合させた小規模な音楽グループの緩やかなネットワークが存在する。これらのグループは、イギリス、フランス、ニュージーランドに見られ、「ブラック・オーダー」や「インファーナル・アライアンス」といった名前で知られ、ミゲル・セラーノの超教義的ヒトラー主義からインスピレーションを得ている。これらのグループは、ユリウス・エヴォラに触発されたアラン・ド・ブノワのヌーヴェル・ドロワットのペイガニズム的神秘主義的な理想に見られる反近代的なネオ・トライバリズムと伝統主義を支持している。
秘教的なテーマは、聖槍などのアーティファクトに言及する形で、ネオナチ音楽（例：反共ロック）や特に国民社会主義ブラックメタルの中で頻繁に暗示されている。

## 関連ページ
- 極右のサブカルチャー
- ファシズムとイデオロギー
- ファシズム神秘主義
- 新フェルキッシュ運動